# 추효주
추효주(秋孝柱, 2000년 7월 29일~)는 대한민국의 여자 축구 선수로 포지션은 윙어와 윙백이다. 현재 오타와 라피드 FC와 대한민국 여자 대표팀 소속으로 활동하고 있다.

## 구단 경력
울산과학대학교를 졸업하고 2021년에 WK리그 드래프트에서 전체 2순위로 수원 FC 위민의 지명을 받으며 프로 선수 활동을 시작했다.

## 국가대표팀 경력
2019년 태국에서 열린 2009년 AFC U-19 선수권 대회에 대한민국 U-19 대표팀으로 참가하였으며 오스트레일리아와의 3-4위전 경기에서 2골을 넣으며 승리에 기여했다.
2019년 EAFF E-1 챔피언십을 앞두고 콜린 벨에 의해 대한민국 국가대표팀에 발탁되었으며 EAFF 대회 2차전인 중화 타이베이와의 경기를 통해 A매치에 처음 출전했다.